# Volksovereenkomst-partij
De Volksovereenkomst-partij (Wit-Russisch: Партыя народнай згоды) was een politieke partij in Wit-Rusland. De partij nam deel aan de parlementsverkiezingen van 1995 en won acht zetels in de Opperste Sovjet van Wit-Rusland.
De Volksovereenkomst-partij ontstond in 1992 uit de fractie "Democratische Hervormingen" (voordien: "Communisten voor Democratie en Vooruitgang") in de Opperste Sovjet.
De partij was sociaaldemocratisch. In 1996 fuseerde de Volksovereenkomst-partij met de Wit-Russische Sociaaldemocratische Partij Assemblée tot de Wit-Russische Sociaaldemocratische Partij (Volksassemblée). Een deel vormde echter in 1997 de Sociaaldemocratische Partij van de Volksovereenkomst.